# 能代温泉
能代温泉（のしろおんせん）は、秋田県能代市落合にある温泉。
米代川河口近く日本海（落合浜）に面しており、昭和40年のガス開発中に温泉が噴出して市民保養所が開設されたことに始まる。当温泉付近は平成に入ってからはスポーツ振興地域として開発されている。

## 泉質
- アルカリ性単純温泉
  - pH　9.1
  - 泉温　25.3℃
  - 成分総計　427mg/kg

無色透明のアルカリ性の温泉である。泉温が低いため加温されて利用されている。

## 温泉地
- 湯らくの宿のしろ（旧「国民年金健康保養センターのしろ」から民営化）
- 能代山本スポーツリゾートセンターアリナス（スポーツ施設だが日帰り入浴、宿泊も可能）

そのほか温泉を利用する高齢者向け介護施設がある。また「市民保養所はまなす荘」が存在したが2018年に老朽化のため閉業した。

## 歴史
- 1965年（昭和40年）ガス開発中に温泉噴出。
- 1966年（昭和41年）市民保養所はまなす荘開業。
- 1977年（昭和52年）国民年金健康保養センターのしろ開業。
- 1995年（平成7年）能代山本スポーツリゾートセンターアリナス開業。
- 2008年（平成20年）湯らくの宿のしろ開業。
- 2018年（平成30年）市民保養所はまなす荘閉業。

## アクセス
鉄道
- 東日本旅客鉄道（JR東日本）五能線 向能代駅より徒歩15分。
- 東日本旅客鉄道（JR東日本）五能線 能代駅より車で10分。

自動車
- 秋田自動車道 能代南ICより車で15分。